# Reneé Rapp
Reneé Mary Jane Rapp (Huntersville, Carolina del Norte, 10 de enero de 2000) es una actriz y cantante estadounidense. Después de ganar el premio a la Mejor Actriz en los Premios Jimmy 2018, interpretó a Regina George en el musical de Broadway Mean Girls. Luego pasó a interpretar a Leighton en la serie de comedia de HBO Max The Sex Lives of College Girls. El EP  Everything to Everyone fue lanzado en noviembre.

## Temprana edad y educación
Rapp nació el 10 de enero de 2000. Rapp asistió a Hopewell High School en Huntersville, Carolina del Norte, durante tres años, actuando en el programa de teatro y jugando en el equipo universitario de golf femenino antes de transferirse a la Northwest School of the Arts. "Rapp tiene una distinción especial", dijo el maestro de teatro de Rapp, Corey Mitchell... "Cuando la habilidad vocal se combina con un sentimiento visceral que puede tocar a la audiencia y realmente conmoverla, marca la diferencia."
En 2018, Rapp ganó el premio Bloomé a la mejor actriz en Charlotte, el principal premio de teatro musical de Charlotte, por su interpretación de Sandra en la producción escolar de Big Fish. Luego, Rapp asistió a la décima edición anual de los premios Jimmy en la ciudad de Nueva York, donde finalmente ganó el premio a la Mejor Actriz, superando a otros 40 contendientes por el premio. La victoria le valió una beca de $10,000. “Nunca tendré tanta confianza como ese chico de 18 años”, dijo la actriz  Laura Benanti, quien le entregó el premio a Rapp. Además, la cobertura de los premios Jimmy de la revista New York de los premios Jimmy dijo que Rapp con su actuación ganadora del premio "iluminó el escenario" e "impulsó a las estrellas de Mean Girls a comenzar a dormir con un ojo abierto en masa".

## Carrera
Después de ganar el Premio Jimmy, Rapp interpretó a Wendell en la producción  Spring Awakening de Theatre Charlotte en 2018.  Rapp actuó en el Supergirl Pro Surf and Music Festival 2018 el 27 de julio. l 23 de septiembre de 2018, asistió a la 4.ª edición anual de Broadway Homecoming de la Educational Theatre Foundation en Feinstein's/54 Below. En diciembre de 2018, interpretó el papel de Montene en la producción de The Parade de Roundabout Theatre Company. El 12 de enero de 2019, Rapp actuó en Star to Be 2019 en BroadwayCon, cantando "They Just Keep Moving the Line" de Smash de NBC. El 4 de marzo de 2019 se le volvió a ver actuando en Feinstein's/54 Below's 54 Sings The High School Musical Trilogy, seguido de su evento FOR THE GIRLS el 28 de marzo.
El 28 de mayo de 2019, se anunció que Rapp asumiría el papel de Regina George en el musical de Broadway nominado al premio Tony, Mean Girls, primero por una duración limitada del 7 al 26 de junio y luego de forma permanente a partir del 10 de septiembre de 2019. El 3 de junio, Rapp actuó en The Green Room 42, cantando canciones del programa después de una introducción de  Tina Fey. La producción cerró el 12 de marzo de 2020, de acuerdo con el cierre de Broadway; Más tarde se anunció el 7 de enero de 2021 que el programa no volvería a abrir.
Se anunció el día 14 de octubre de 2020, que Rapp interpretaría a Leighton, uno de los cuatro personajes principales de la serie de HBO Max de Mindy Kaling The Sex Lives of College Girls.
El 9 de diciembre de 2022, se anunció que Rapp volvería a interpretar su papel de Regina George en la adaptación musical de Mean Girls.

## Vida personal
Rapp dijo en una entrevista que "se inspira en el pop clásico y el R&B y lo mezcla con mis favoritos actuales, Jazmine Sullivan y Yebba". Jugó al golf en la escuela secundaria y preparatoria.
Rapp se identificó como bisexual en una entrevista de 2022 y se declaró lesbiana en 2024 a través de las redes sociales y entrevistas.Le han diagnosticado trastorno por déficit de atención con hiperactividad.

## Teatro
| Años      | Producción       | Role                    | Teatro               | Director(es)  | Categoría                                                       | Ref.   |
| --------- | ---------------- | ----------------------- | -------------------- | ------------- | --------------------------------------------------------------- | ------ |
| 2018      | Spring Awakening | Wendla                  | Teatro charlotte     | Billy Ensley  | Regional                                                        |        |
| 2019-2020 | Mean Girls       | Regina George           | Teatro August Wilson | Casey Nicolás | Broadway                                                        |        |
| 2021      | Sisgénero        | Productora / Ella misma | Feinstein's/54 Abajo |               | Concierto de una sola noche producido y protagonizado por Rapp. | [ 27 ] |

## Filmografía

### Cine
| Año  | Título     | Papel         | Notas  |
| ---- | ---------- | ------------- | ------ |
| 2024 | Mean Girls | Regina George | [ 21 ] |

### Televisión
| Año           | Título                                                          | Papel           | notas                  | Ref.   |
| ------------- | --------------------------------------------------------------- | --------------- | ---------------------- | ------ |
| 2019-2021     | Perfiles de Broadway con Tamsen Fadal                           | Ella misma      | 5 episodios            |        |
| 2020          | Llévame al mundo: una celebración del 90 cumpleaños de Sondheim | Ejecutante      | Especial de televisión |        |
| 2020          | El 94º Desfile Anual del Día de Acción de Gracias de Macy's     | regina george   | Especial de televisión |        |
| 2021-presente | The Sex Lives of College Girls                                  | Leighton Murray | Rol principal          | [ 28 ] |

## Discografía

### LPs
| Título                 | Detalles                                                                                                 |
| ---------------------- | --- |
| Everything To Everyone | - Lanzamiento: 11 de noviembre de 2022 - Discográfica: Interscope - Formato: Descarga digital, streaming |

### Álbumes de estudio
| Título     | Detalles | Posiciones en Listas | Posiciones en Listas | Posiciones en Listas | Posiciones en Listas | Posiciones en Listas |
| Título     | Detalles | US                   | AUS                  | GER                  | NZ                   | UK                   |
| ---------- | --- | -------------------- | -------------------- | -------------------- | -------------------- | -------------------- |
| Snow Angel | - Lanzamiento: 18 de agosto de 2023 - Discográfica: Interscope - Formatos: CD, LP, descarga digital, streaming | 44                   | 42                   | 76                   | 31                   | 7                    |

### Sencillos
| Título              | Año  | Álbum                  |
| ------------------- | ---- | ---------------------- |
| "Tattoos"           | 2022 | Sin álbum              |
| "In The Kitchen"    | 2022 | Everything to Everyone |
| "Don’t Tell My Mom" | 2022 | Everything to Everyone |
| "Too Well"          | 2022 | Everything to Everyone |
| "Not My Fault"      | 2023 | Sin álbum              |

## Premios y nominaciones
| Año  | Premio                                                       | Categoría                          | Obra nominada          | Resultado |
| ---- | ------------------------------------------------------------ | ---------------------------------- | ---------------------- | --------- |
| 2018 | Premios BroadwayWorld Charlotte                              | Mejor actriz en un musical (local) | Despertar la primavera | Nominada  |
| 2018 | Premios Blumey                                               | Mejor actriz                       | Gran pez               | Ganadora  |
| 2018 | Premios Nacionales de Teatro Musical de Escuelas Secundarias | Mejor interpretación de una actriz | Gran pez               | Ganadora  |
| 2023 | MTV Video Music Awards                                       | Mejor artista nuevo                | Ella misma             | Nominada  |
| 2023 | MTV Video Music Awards                                       | Interpretación push del año        | "Colorado"             | Nominada  |